# Retrocognizione
La retrocognizione (dal latino retro + cognitio, «apprendere indietro») indica la capacità di conoscere e rivedere eventi del passato, svoltisi in un tempo remoto o vicino, in quanto appartenenti a una sorta di memoria collettiva che trascende il patrimonio della memoria individuale, attraverso, ad esempio, sogni o visioni.

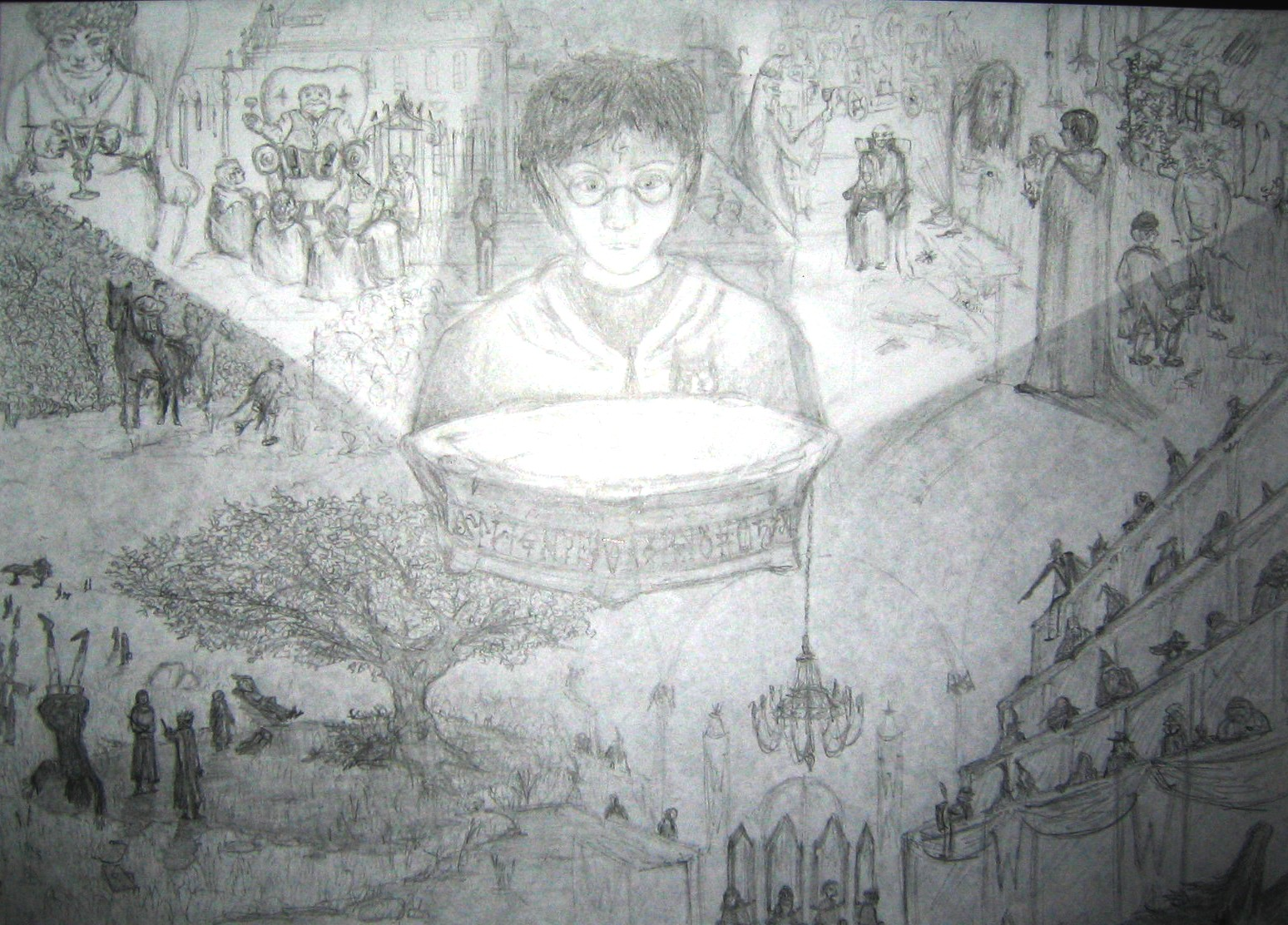
Visione a ritroso di eventi passati in una finzione cinematografica.

## Ipotesi paranormale
Secondo tradizioni esoteriche come quella di Rudolf Steiner, le capacità retrocognitive deriverebbero dalla capacità di alcuni soggetti di attingere, per l'appunto, a un serbatoio di memoria universale, collegandosi attraverso canali di trasmissione sconosciuti.
Per i fautori della teoria della memoria universale, il soggetto retrocognitivo, comunemente indicato come paragnosta, riuscirebbe ad avere accesso all'inconscio collettivo, una sorta di serbatoio cosmico contenente appunto la memoria universale, o spontaneamente oppure mediante un oggetto psicometrico usato come "induttore".
Esempi di "memoria universale" si hanno in varie culture come ad esempio in quella induista, trasposta nel concetto moderno di «cronaca dell'akasha».
Nella letteratura fantascientifica, sono descritti anche casi in cui è l'intero ambiente a fungere da oggetto induttore. Presente a livello inconscio, la retrocognizione sarebbe attivabile anche mediante tecniche di regressione ipnotica. 

## Altre teorie

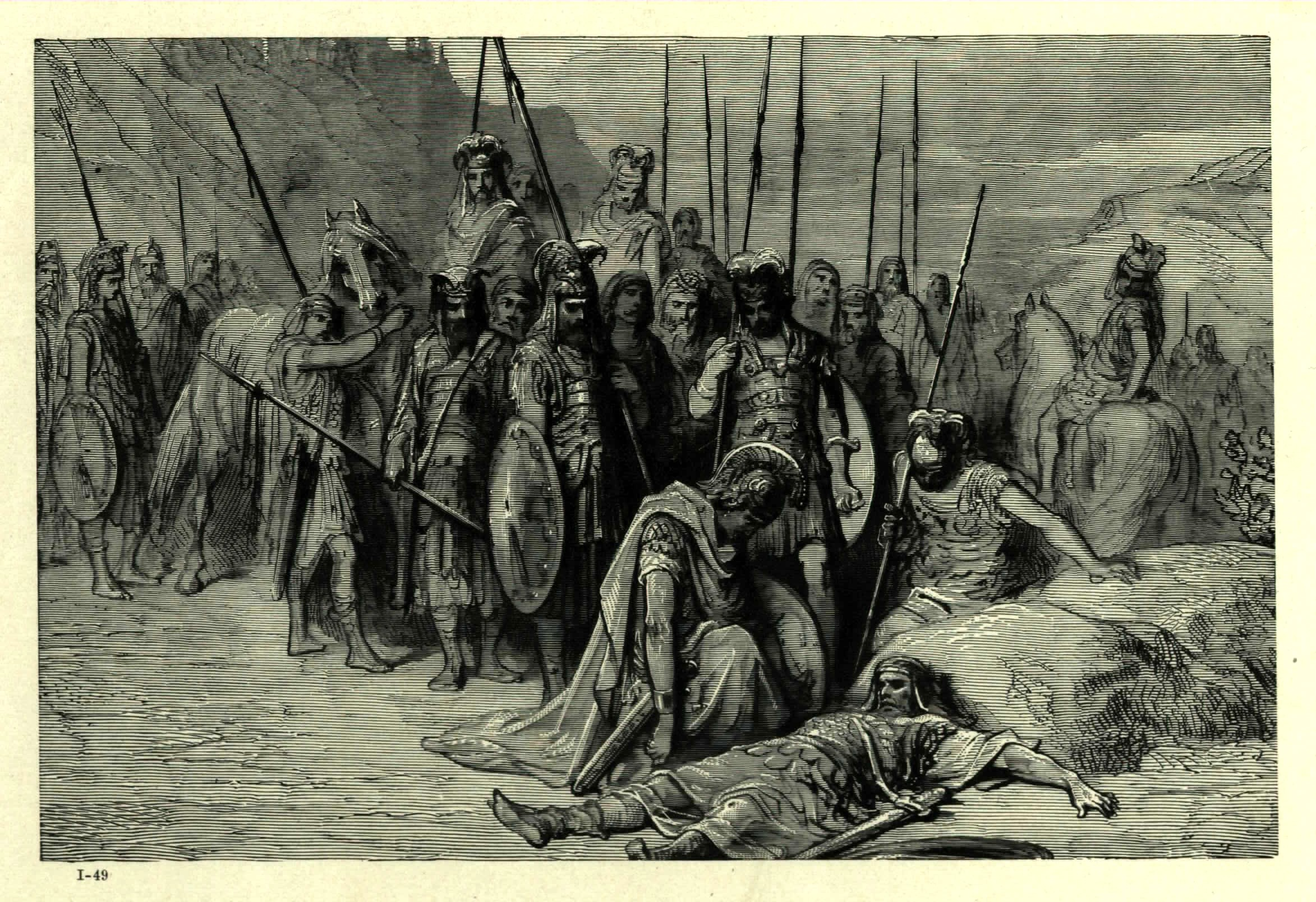
La battaglia di Maratona

Altre teorie elaborate per spiegare il fenomeno della retrocognizione sono:
- la teoria dell'impregnazione - nota anche come psicoscopia d'ambiente, dove l'oggetto induttore è l'intero ambiente in cui si ritrova il paragnosta. Un esempio riportato di frequente è quello dei nitriti di cavalli che ancora qualche sensitivo riuscirebbe a sentire sul campo di battaglia di Maratona. Tale teoria si aggancia al concetto di cronotopo. Questa teoria viene esemplificata con la similitudine dell'orario ferroviario, dove le stazioni e le fermate dei treni, pur successive nel tempo, appaiono tutte contemporaneamente presenti sulla pagina.
- un contatto telepatico tra il sensitivo ed un altro soggetto che, anche se non presente all'evento, conoscerebbe in qualche modo la storia dell'oggetto induttore.
- un contatto telepatico tra il sensitivo e un'altra persona, senza la mediazione di un oggetto. In questi casi, sembra che l'altra persona comunichi telepaticamente al paragnosta cose di sua conoscenza e che egli ignora. Nella letteratura pseudoscientifica, sono riportati casi in cui la retrocognizione riguarda persone defunte, e si pensa che sia il defunto stesso ad intervenire a livello telepatico.
- Secondo la tesi della chiaroveggenza tattile, nei casi di persone scomparse il soggetto accederebbe alla quarta dimensione (continuum spazio-tempo), seguendo la cosiddetta "linea mondiale" dell'oggetto induttore per arrivare al punto nel passato in cui questo è stato in possesso di quella persona, per seguire poi la "linea mondiale" di quella stessa persona fino al presente. In ogni caso di retrocognizione, la fonte di informazione di eventi passati andrebbe controllata. Se ciò accade, ossia se vi è possibilità di controllo e verifica, può essere che la "fonte" esista ancora, nel tempo e nello spazio: in tal caso, potrebbe essere verosimile che il sensitivo l'abbia captata o da un'altra mente o da un ambiente o da un oggetto.

## Caso delPetit trianon
Questo episodio di retrocognizione è citato in molte pubblicazioni sull'argomento: due insegnanti inglesi, Moberly e Jourdan, nel 1901 assistettero a Versailles a scene che sembravano risalire al 1792. Alcune perplessità nascono dal fatto che le due ragazze non erano sensitive, e che per loro quell'episodio fu isolato. Questa circostanza da un lato rafforzerebbe in alcuni la convinzione dell'esistenza di una memoria collettiva (tanto più che il fenomeno pare abbia avuto dei riscontri successivi da parte di altre persone), dall'altro indurrebbe a pensare ad un fenomeno di infestazione di luoghi.